# 光明水库
光明水库是山东省新泰市境内的一座水库，位于大汶河南支光明河上游，建于1958年。水库正常库容为4030万立方米，平均水深为4.00米，集雨面积为134平方千米，海拔为181米。